# Corrhenes undulata
Corrhenes undulata là một loài bọ cánh cứng trong họ Cerambycidae.